# Гурбанов, Джаваншир Кязим оглы
Гурбанов Джаваншир Кязим оглы (азерб. Cavanşir Kazım oğlu Qurbanov; 6 декабря 1947, Баку — 21 мая 2025) — азербайджанский спортивный деятель, вице-президент Федерации борьбы Азербайджана, председатель Совета старейшин Ясамальского района.

## Биография
Джаваншир Гурбанов родился 6 декабря 1947 года в Баку. В 1972 году окончил Азербайджанский институт народного хозяйства, а в 1977 году — Азербайджанский государственный институт физической культуры и спорта. С 1968 года работает в сфере спорта. С 1972 по 1992 годы занимал должность директора Детско-юношеской спортивной школы борьбы при Бакинском городском отделе народного образования. В 1992 году стал членом Национального олимпийского комитета Азербайджана. С 1995 по 2006 годы был первым вице-президентом Федерации борьбы Азербайджана, а с 2006 по 2017 годы — вице-президентом по регионам. В настоящее время является заведующим кафедрой физического воспитания и спорта в Университете «Тэфэккюр», профессор. С 2020 года — председатель Совета старейшин Ясамальского района.
Умер 21 мая 2025 года в возрасте 77 лет.

## Награды и звания
- Мастер спорта СССР, судья всесоюзной и международной категории.
- Заслуженный тренер Азербайджанской Республики.
- Знак «Отличник народного образования Азербайджанской ССР».
- Заслуженный деятель физической культуры и спорта Азербайджана (5 марта 2008 года) — за заслуги в развитии и пропаганде азербайджанского спорта[4].
- Орден «За службу Отечеству» II степени (6 декабря 2017 года) — за многолетнюю плодотворную деятельность в области спорта в Азербайджанской Республике[5].
- Юбилейная медаль «100-летие Гейдара Алиева (1923—2023)» (2023).
- Почётный диплом Президента Азербайджанской Республики (23 декабря 2024 года) — за заслуги в развитии спорта в Азербайджане[6].

Джаваншир Гурбанов внёс значительный вклад в развитие азербайджанской борьбы и подготовку спортсменов, добившихся высоких результатов на международной арене.